# Nossa Senhora do Rosário (Ribeira Grande)
Nossa Senhora do Rosário es una freguesia caboverdiana del municipio de Ribeira Grande.

## Geografía
La freguesia abarca parte de la isla de Santo Antão y se encuentra en la parte este del municipio. La freguesia incluye la parte más baja de Ribeira Grande, los riachuelos del este y casi la totalidad del río de Ribeira da Torre. Su superficie coincide con la de la parroquia homónima. 

## Historia
La sede de la freguesia se encuentra en Ribeira Grande, donde se encuentra la catedral, construida en 1595. Pasó a ser catedral en 1755 con Jacinto Valente.

## Organización territorial
La freguesia contaba en 2010 con 7361 habitantes distribuidos en las entidades de población de:

### Ciudad
- Ribeira Grande (Povoação)

### Localidades
- Fajã Domingas Benta
- Lombo Branco
- Lugar de Guene
- Monte Joana
- Pinhão
- Sinagoga
- Xoxo

## Festividades
Sus fiestas se celebran el 7 de octubre, festividad de la Virgen del Rosario.

## Deportes
El Rosariense Clube es el club de la freguesia y tiene su sede en Ribeira Grande.